# 沙希德·哈坎·阿巴西
沙希德·哈坎·阿巴西（1958年12月27日—），巴基斯坦穆斯林联盟谢里夫派政治人物，他獲得因为巴拿馬文件被調查而辭任巴基斯坦总理的納瓦茲·謝里夫提名出任总理，於2017年8月1日就職，任期10个月。

## 生平

### 早期生活和教育
阿巴西于1958年12月27日出生于信德省卡拉奇市，现供职于哈坎阿巴斯。据一些巴基斯坦日报报道，他出生在旁遮普省拉瓦尔品第县的穆里乡
阿巴西在进入穆里乡的劳伦斯学院之前曾在卡拉奇接受教育。1978年，他就读于加利福尼亚大学洛杉矶分校，获得电气工程学士学位。此后，他开始了电气工程师的职业生涯。1985年，他就读于乔治华盛顿大学，获得了电气工程师硕士学位。
从乔治华盛顿大学毕业后，阿巴西成为了一名专业的电气工程师。他在20世纪80年代在美国工作，后来搬到沙特阿拉伯，在那里他从事石油和天然气行业的能源项目。

### 个人生活与婚姻
阿巴西属于拉瓦尔品第县的一个富有的政治家庭。
阿巴西已婚，有三个儿子。他的父亲穆罕默德·哈坎·阿巴西是巴基斯坦空军的一名空军准将，1988年他在奥吉尔营地（Ojhri Camp）死于一场军事事故，造成百人死伤。他的兄弟扎希德·阿巴西也是在那次事故中受伤，随后昏迷至2005年去世。他的妹妹萨迪亚·阿巴斯是巴基斯坦参议院的成员。
阿巴西是一位成功的商人和航空专家，也是巴基斯坦蓝色航空的拥有者，截至2013年，他在蓝色航空拥有9亿股股份。他是巴基斯坦最富有的议员之一，净资产高达13亿欧元至23亿欧元。他的资产包括蓝色航空的股份、伊斯兰堡的一栋房子、一家餐馆和穆里乡的地产。
阿巴西是巴基斯坦第一位乘坐F-16战隼和军用直升机参加巴基斯坦空军任务的总理。在一次采访中，他说他做飞行员已经40多年了。2017年12月，他成为巴基斯坦第一位在公海登上潜艇的总理，在公海进行潜艇潜水和浮出水面的程序，为他赢得了合格潜艇驾驶员佩戴的巴基斯坦海军徽章。

## 政治生涯
阿巴西的政治生涯始于他父亲穆罕默德·哈坎·阿巴西1988年去世后。1988年5月，穆罕默德·齐亚·哈克总统解雇了总理穆罕默德·汗·居内久精心挑选的政府，并解散了国民议会。因此，1988年11月16日要求举行新的议会选举。阿巴西在他的父亲去世前一直持有的选区NA-36（Rawalpindi-I）竞选国民议会席位。阿巴西以47295票当选为独立候选人。他在30岁时首次获得拉瓦尔品第的国民议会席位，以微弱优势击败了Islami Jamhoori Ittehad（简称IJI）的候选人拉贾·扎法尔·乌尔·哈克（Raja Zafar ul-Haq）和巴基斯坦人民党（Ppp）候选人拉贾·穆罕默德·安瓦尔（Raja Muhammad Anwar）。在赢得选举后，他加入了IJI，之后担任巴基斯坦情报局主席。1990年8月，吴拉姆·伊沙克·汗总统解散了贝娜齐尔·布托的政府，国民大会也因此解散，他作为国民大会成员的任期也终止。
1990年10月24日举行了新的议会选举。阿巴西以IJI候选人的身份竞选全国议会席位，并成功地从选区NA-36（Rawalpindi-I）中连任。他获得80305票，而人民党候选人拉贾·穆罕默德·安瓦尔获得54011票。在1990年的全国选举中获胜后，他被任命为联邦议会国防部长，直到1993年4月国民议会解散，当时的总统吴拉姆·伊沙克·汗解散了纳瓦兹·谢里夫政府。
1993年10月6日举行了新的临时选举。阿巴西作为巴基斯坦穆斯林联盟（PML-N）的候选人竞选全国议会席位，并在选区NA-36（Rawalpindi-I）第三次连任。他以76596票打败人民党候选人，退休上校哈比卜·汗（Colonel Habib Khan）的45173票。1996年，贝娜齐尔·布托政府被法鲁克·莱加里总统罢免，由马利克·米拉吉·哈立德组成过渡政府，国民议会再次被解散，他的任期终止。
1997年2月3日举行了新的议会选举，阿巴西第四次成功地从选区NA-36（Rawalpindi-i）中保留了其作为PML-N候选人的国民议会席位。他以65194票击败了巴基斯坦穆斯林联盟（J）候选人巴巴尔阿万（Babar Awan）和独立候选人萨蒂。PML-N首次在国民议会中获得明显多数。同年，他被巴基斯坦总理纳瓦兹·谢里夫任命为巴基斯坦国际航空公司（PIA）主席。在他任职两年期间，他被认为实施了长期和全面的改革，使航空公司摆脱了债务。

### 政治逼害
1999年巴基斯坦发生政变，时任陆军参谋长的佩尔韦兹·穆沙拉夫推翻了谢里夫及其现有的民选政府，此后，阿巴西作为巴基斯坦情报局主席的任期终止，同时作为国民大会成员的任期也随着大会的解散而终止。
阿巴西和谢里夫在臭名昭著的飞机劫持案中被指名。1999年10月12日，穆沙拉夫指控阿巴西与谢里夫“胁迫劫持”串通杀害穆沙拉夫。阿巴西被迫就劫持案提供一份针对谢里夫的证明声明，但他拒绝发布声明。巴基斯坦军队也向他施压，要求他放弃谢里夫的效忠，但他拒绝这要求后被下监狱。在2001年被法院宣判无罪之前，他在监狱里呆了两年。到那时，谢里夫已经流亡沙特阿拉伯。在2008年的一次采访中，阿巴西声称穆沙拉夫自己在1999年控制了这架飞机。作为巴基斯坦国际航空的主席，他被指控為航空公司购买200台电脑時貪汙1100万，但他在2008年被宣告无罪。

### 再次参选
2002年10月10日，巴基斯坦普选在穆沙拉夫领导下举行。阿巴西是该选区NA-50（拉瓦尔品第）席位的PML-N候选人，但以63797票（37.21%）对74259票（43.31%）输给了PPP候选人Ghulam Murtaza Satti。阿巴西指出，谢里夫的流亡令民众失望，因为PML-N在国民议会342个席位中只赢得19个席位。他的选民声称，他不情愿地参加了选举，解释了他为什么输了选举。失败后，他远离政界，专注于成立于2003年的蓝色航空有限公司。他在2007年之前担任该公司的第一任董事长，后来成为该公司的首席运营官。阿巴西与当时执政党领导人乔杜里·舒贾特·侯赛因有着密切的联系，阿巴西从他那里得到了航空公司的支持。 阿巴西将他与军方的联系和关系用于政治目的， 他在某种程度上使用了一些将军的名字以获取利益。
2007年，谢里夫从流放地返回巴基斯坦后，阿巴西加入他，并在2008年2月18日的普选中竞选全国议会的一个席位，成为PML-N的候选人，并以99987票（拉瓦尔品第选区）第五次成功地再次当选。这次选举导致了一个悬而未决的议会，人民党在议会中获得了最多的席位，而PML-N则是第二大。在巴基斯坦人民党和PML-N以优素福·拉扎·吉拉尼总理的身份组成联合政府后，阿巴西于2008年3月以联邦部长的身份被纳入吉拉尼的联邦内阁，并被任命为商务部长。2008年5月，因为PML-N离开了由人民党领导的联合政府，他辞去了商务部长的职务，并领导了弹劾佩尔韦兹·穆沙拉夫的运动。

### 任职石油部长
2013年5月11日，巴基斯坦举行选举。阿巴斯以PML-N候选人的身份在国民议会中竞选一个席位，并以134439票的优势击败了巴基斯坦人民党候选人古拉姆·穆尔塔扎·萨蒂，第六次成功地从选区NA-50（拉瓦尔品第）中保留了自己的席位。《特快论坛报》指出，尽管在该选区的表现不尽如人意，但PML-N还是赢得了该席位，因为尼萨尔·阿里·汗（Chaudhary Nisar Ali Khan）已经将分配给阿巴西选区的发展项目转移到了自己的选区。PML-N在2013年全国选举中获胜后，他被任命为联邦内阁石油和自然资源部长，并被赋予结束巴基斯坦电力危机的任务。作为石油部长，他提议禁止使用石油和燃煤发电厂，以使其价格昂贵，相反，他主张并推动使用液化天然气（LNG）发电，说液化天然气更便宜，可以节省政府开支。他声称，如果该国1800MW的柴油发电厂依靠液化天然气运行，政府每年可以节省10亿美元，而以炉油为基础的发电厂将节省6亿美元。2016年2月，阿巴西以石油部长的身份与卡塔尔签署了160亿美元的协议，在15年内每年购买375万公吨液化天然气，以产生2000兆瓦的电力，并满足巴基斯坦对天然气需求的20%的天然气需求。天然气为8000 mmfcd，而供应量为4000 mmfcd。为克服巴基斯坦日益严重的电力危机而达成的协议被称为巴基斯坦有史以来最大的商业交易。在液化天然气合同因价格问题和不透明而受到反对党的批评后，阿巴西为与卡塔尔的协议辩护，称巴基斯坦已与卡塔尔谈判了最便宜的价格。他说，与卡塔尔政府谈判了14个月的合同是在他监督下签订的，他对此负责。
2015年7月，阿巴西被指控在2013年至2015年期间，未经适当招标程序，就液化天然气进口和分销签发了价值2200亿英镑的非法合同，此后，巴基斯坦国家问责局立案调查。他否认了腐败指控。该案于2016年12月结案，原因是发现在采购过程中遵守了所有规则，授予合同的招标过程是透明的。《快报》称液化天然气项目是成功的，也是世界上最便宜的再气化项目之一。阿巴西于2017年7月28日停止担任石油和自然资源部部长级职务，当时纳瓦兹·谢里夫总理内阁在巴拿马文件案判决中被巴基斯坦最高法院取消资格后被解散。为了尽量减少天然气短缺，并克服该国持续的电力危机，阿巴西提议将液化天然气输送至巴基斯坦作为发电源，受到了赞扬。据英国广播公司报道，阿巴西在其任职期间没有成为任何重大政治或金融争议的一部分，这被认为是一个引人注目的内阁职位。

## 担任总理
纳瓦兹·谢里夫于2017年7月29日辞去总理职务，任命其兄弟夏巴兹·谢里夫为继任者，但由于谢里夫不是国民议会成员，因此他不能立即宣誓就任总理。因此，谢里夫选择阿巴西担任45天过渡总理，这将使夏巴兹·谢里夫有两个月的时间从拉合尔纳瓦兹空出的选区参加选举，当选为国民议会议员，并有资格成为总理。英国广播公司新闻报道称，阿巴西被选为首相有两个原因。第一个是PML-N领导人中争议最小的，第二个是与巴基斯坦军方有联系。
2017年8月1日，阿巴西被国民议会选举为巴基斯坦总理，以221票对47票的优势击败了他的对手巴基斯坦人民党的纳威·卡马尔（Syed Naveed Qamar）。伊斯兰神学者协会（简称：JUI(F)）和统一民族运动党（简称：MQM）也支持他的选举。他在当选后对国民大会发表讲话时说：“我可能会在这里呆45天或45个小时，但我来这里并不是为了取暖。我打算工作，完成一些重要的事情。”同一天，他在总统府宣誓就任总理。纳瓦兹·谢里夫上任后，决定让谢巴兹·谢里夫留在旁遮普，阿巴西继续担任总理，直到2018年6月的大选。PML-N高级领导层担心，如果夏巴兹·谢里夫辞去旁遮普省首席部长一职，将削弱该党在该国人口最多的省份的地位，该省在国民大会的342个席位中，有183个席位，在确定巴基斯坦历届政府中起着至关重要的作用。
在担任总理后，阿巴西与谢里夫协商，组建了一个由43人组成的内阁。在2017年8月4日宣誓就职的43位部长中，27位是联邦部长，16位是国家部长。阿巴西保留了他的前任纳瓦兹·谢里夫的整个内阁，其中大多数人保留了他们以前的职权组合。除了前内阁内政部长尼萨尔·阿里·汗（Nisar Ali Khan）拒绝加入阿巴西内阁，理由是他与PML-N的领导人存在分歧。该内阁因其规模庞大而受到巴基斯坦正义运动的批评，但受到了国内The Nation报纸的赞扬。他的内阁第二部分由两名联邦部长和两名州务部长组成，于2017年8月10日宣誓就职，内阁规模增至47个。2017年8月13日，阿巴西任命6名顾问后，内阁进一步扩大。第二天，再度任命了五名特别助理，内阁规模增至58个。阿巴西称，“他在管理政府事务方面的经验有限，因此需要更多的部长、顾问和特别助理”，从而证明了他的内阁规模庞大的合理性。2017年8月23日，又有两名顾问加入了联邦内阁。 8月28日，他通过将旁遮普成员的席位从2个增加到4个，使旁遮普理事会成为主导，重组了由8个成员组成的共同利益理事会。
阿巴西任命赫瓦贾·穆罕默德·阿西夫为全职外交部长，这是自2013年普选中PML-N上台以来的第一次，任命一位全职外交部长。此前，纳瓦兹·谢里夫本人担任外交部长一职，并因没有任命一名成熟的外交部长而受到批评。他还将一位印度国会议员，Darshan Punshi引入联邦内阁，这是20多年来的第一位。

### 政策和倡仪
阿巴西在担任总理的第一次讲话中宣布，安全、税收改革、农业、教育、卫生服务、基础设施和发展项目以及国家的权力危机将是他最关心的问题。他自称是国民议会的“人民总理”，在他的首次演说中，阿巴西明确承诺要扩大税网，他说：“那些不交税过奢侈生活的人现在必须交税。”他还呼吁禁止自动武器，并努力说服内阁，批准联邦政府扣押全国各地的枪支。

### 能源政策
为了改善政府的治理和效率，并容纳新入会的内阁成员，阿巴西成立了七个新的部委，其中，期待已久的能源部的成立受到赞扬。该是PML-N 2013年选举宣言的一部分，但其形成被推迟。阿巴西为自己保留了能源部长的内阁组合，这是由水利和电力部的权力部门和石油和自然资源部合并而成的，这是阿巴西在成为总理之前所担任的一个职务。有人指出，成立能源部是解决电力部门财务问题的第一步。
在担任总理后，阿巴西仍将重点放在能源领域，他对液化天然气的推广非常感兴趣。阿巴西以总理的身份主持能源部门第一次会议，指示加快将炉油发电厂转化为天然气，并表示将减少火力发电厂的使用，依靠国内煤炭和再气化液化天然气生产，以实现平衡的能源组合。并承诺在2017年11月前结束该国的电力中断问题。巴基斯坦对液化天然气的接纳在很大程度上是成功的，这是阿巴西自2013年6月PML-N成立政府以来一直倡导的。
2017年12月，阿巴西作为其政府促进液化天然气使用政策的一部分，下令将四个独立的燃料动力发电厂转变为液化天然气，以降低发电成本，并禁止进口炉油，以最大限度地利用液化天然气发电。红色发电厂。他还下令对输配电系统进行改造，并指示寻找巴基斯坦长期循环债务问题的永久解决方案。

### 国内政策
在就职后，阿巴西立即任命自己为主要内阁委员会负责处理经济事务，包括那些属于财政部长管辖的事务，以巩固更多权力并掌握金融事务。这种篡夺将巴基斯坦财政部长伊沙克·达尔（Ishaq Dar）的权力降到了最低，他曾被认为是纳瓦兹·谢里夫领导下的事实上的副总理。
为了加快中巴经济走廊相关建设项目的发展，阿巴西在成为总理后，还保留了规划发展部的内阁组合，并于8月31日成立了内阁委员会，以掌握更多的权力。但在中国表示保留意见后，阿巴西于9月16日将这一投资组合重新分配给现任内政部长阿桑·伊克巴尔，他在上一届内阁中领导规划和发展部。
9月13日，阿巴西联邦内阁批准了将巴基斯坦最高法院和伊斯兰堡高等法院的管辖权延伸至法塔赫的全国议会中的联邦直辖部落地区（FATA）改革法案提交给法塔赫的决定，作为迈向法塔赫的步骤的一部分。前者与开伯尔·普赫图赫瓦的合并2018年1月12日，国民议会成功通过了将最高法院和白沙瓦高等法院的管辖权扩大到FATA的法案。法案通过后，阿巴西说：“这是部落成员的一项历史性措施，也有助于废除几十年来的边境犯罪条例。”
2017年11月，在财政部长沙克·达尔于10月下旬前往英国进行体检后，阿巴西临时接管了财政部。后来他在11月24日因拥有超出已知收入来源的财富的腐败案件中被逮捕。沙克·达尔在休完病假后从部长办公室辞职。2017年12月，阿巴西将继续担任财政部长，直至2018年大选，尽管该部因阿巴西无法给予适当关注而受苦。12月26日，阿巴西任命联邦议会财政部长拉纳·阿夫扎尔·汗（Rana Afzal Khan）为财政部长，并任命米夫塔·伊斯梅尔为总理经济事务特别助理，担任总理财政、税收和经济事务顾问。2018年1月9日，阿巴西将税收问题特别助理哈龙·阿赫塔尔·汗提升为联邦税收部长，并建议他执行税收议程。
2017年11月，内政部暂停了巴基斯坦境内所有自动武器的许可证，这是阿巴西使巴基斯坦不使用自动武器政策的一部分。2017年11月28日，巴基斯坦参议院主席拉扎·拉巴尼（Raza Rabbani）批评阿巴西和财政部长沙克·达尔，批评他与巴基斯坦正义运动的抗议者达成协议，并批评他在参议院对镇压抗议者的秘密行动导致了法律和司法部长扎希德·哈米德（Zahid Hamid）辞职。2017年12月5日，阿巴西任命其法律特别助理扎法鲁拉·汗负责监督法律部事务。2018年1月9日，阿巴西任命Chaudhry Mehmood Bashir为联邦法律部长。2018年1月2日，特快法庭宣布阿巴西以总理身份履行了5个月的职责。在阿巴西任职期间，他曾多次被伊姆兰·汗批评为纳瓦兹·谢里夫的“傀儡总理”。

### 外交政策

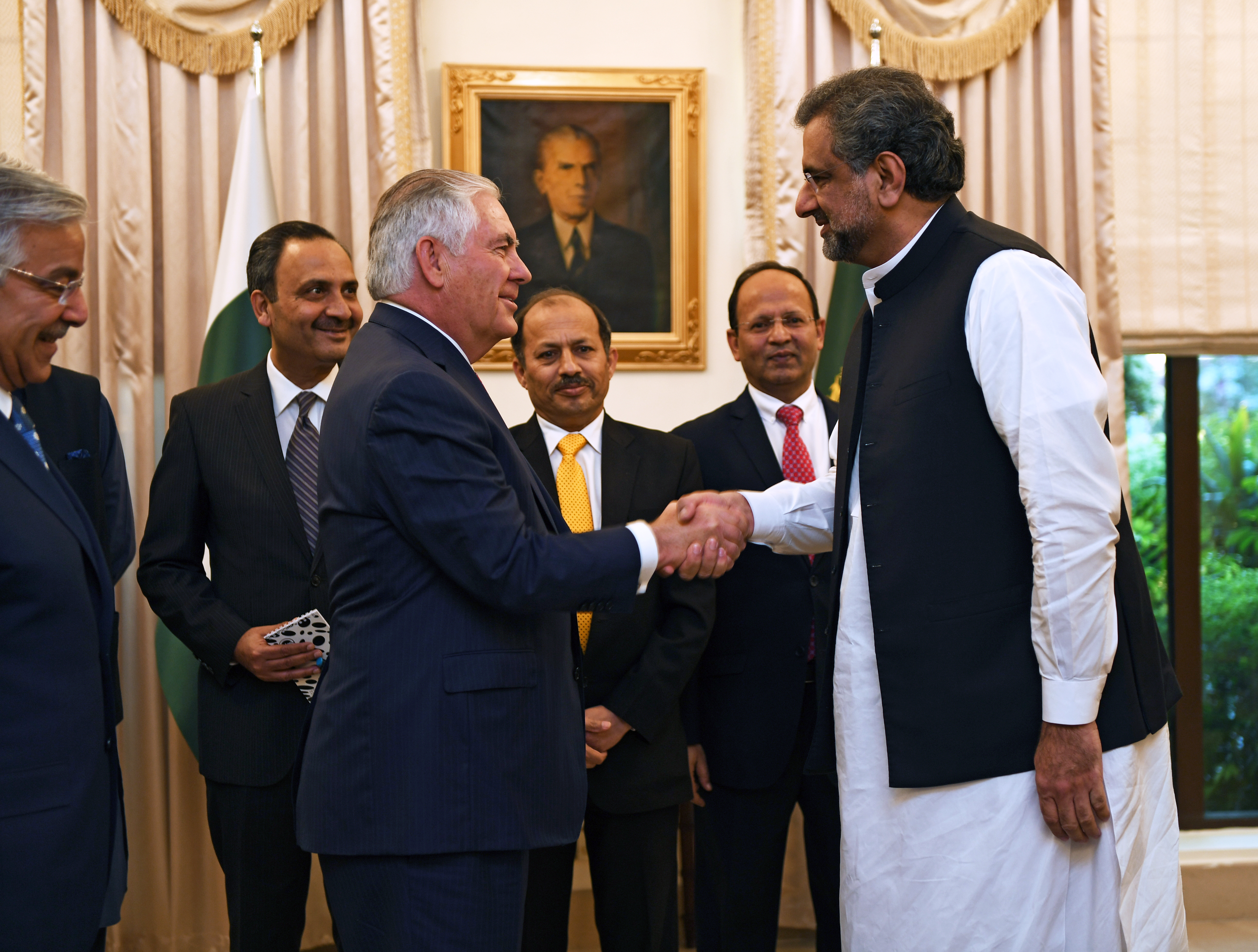
2017年10月24日阿巴西在伊斯兰堡与美国国务卿雷克斯·蒂勒森会面

美国总统唐纳德·特朗普于2017年8月21日宣布美国对阿富汗的新政策，期间他指责巴基斯坦支持国家恐怖主义，之后，阿巴西作为总理首次出访，于2017年8月23日前往沙特阿拉伯讨论美国与穆罕默德本萨尔曼王储的新战略，以及进一步加强巴基斯坦与沙特阿拉伯的双边关系，同时巴基斯坦与美国的关系也处于紧张状态。巴基斯坦拒绝特朗普的指控，并称美国的新政策是“替罪羔羊”。8月30日，特朗普政府宣布停止向巴基斯坦提供2.55亿美元的军事财政援助，直到后者采取更多措施打击在巴基斯坦境内活动的恐怖组织。
2017年9月，阿巴西前往美国，在联合国大会第72届会议上发言。访问期间，他会见了美国副总统彭斯，并与特朗普进行了简短会晤。与彭斯举行的会议是特朗普于2017年8月宣布阿富汗新政策以来两国间最高级别的会议。阿巴西和彭斯都同意共同努力，推进美巴关系。阿巴西还在大会期间会见了伊朗总统鲁哈尼和土耳其总统埃尔多安。
2017年10月18日，美国副总统彭斯致电阿巴西，感谢巴基斯坦政府。10月24日，美国国务卿雷克斯·蒂勒森首次访问巴基斯坦，以使双边关系正常化，这对特朗普8月份的言论感到紧张。蒂勒森会见了阿巴西，并重申了特朗普的信息，即巴基斯坦必须加快打击在巴基斯坦境内活动的恐怖组织的努力，并称巴基斯坦在该地区是“极其重要”的参与者。
12月1日，阿巴西前往俄罗斯出席上海合作组织峰会，会见了俄罗斯总理梅德韦杰夫、中华人民共和国总理李克强和吉尔吉斯斯坦总理伊萨科夫。
特朗普承认耶路撒冷是以色列的首都后，阿巴斯西于12月12日出席了土耳其伊斯兰合作组织（Organization of Islamic Cooperation）在耶路撒冷召开的紧急会议，他谴责特朗普决定将大使馆迁往耶路撒冷，并敦促美国撤回其12月的决定。12月29日，美国决定阻止向巴基斯坦提供2.55亿美元的安全援助。
2018年1月1日，特朗普总统指责巴基斯坦在反恐战争中存在欺骗行为，声称美国“在过去15年中愚蠢地向巴基斯坦提供了超过330亿美元的援助，而他们只给了我们谎言和欺骗，认为我们的领导人是傻瓜。他们给我们在阿富汗追捕的恐怖分子提供了安全的避难所，几乎没有任何帮助。别再这样了！”第二天，阿巴西主持了国家安全委员会的一次会议，对特朗普的言论表示失望，并指出巴基斯坦不能为美国在阿富汗的失败负责。1月5日，美国宣布暂停对巴基斯坦的安全援助，据估计至少有20亿美元。
阿巴西称援助无足轻重，说：“我不确定我们在这里讨论过什么援助。过去五年的援助每年不到1000万美元。”
多年来，阿富汗政府与塔利班保持幕后接触，只有过一次公开的正式面对面会谈。那次会谈发生在2015年，地点在巴基斯坦。阿富汗和巴基斯坦互相指责对方打击塔利班等武装组织不力，使这些武装人员在边境地区“畅通无阻”。

## 离开办公室
2018年5月31日，现任PML-N政府完成了其五年任期，成为该国第二个完成五年任期（另一个是巴基斯坦人民党）的文职分配政府。阿巴西于201年6月1日由看守总理纳西尔·穆克（Nasirul Mulk）接替。直到该国在2018年7月25日举行的2018年大选中选出新政府。阿巴西作为总理，并不是住在总理府里，而住在伊斯兰堡自己的家里。
2018年6月24日，阿巴斯获得PML-N票，参加了来自选区NA-57（Rawalpindi-I）的2018年大选。6月27日，阿巴西被拉瓦尔品第选举法庭根据第62条取消终身资格。在阿巴西被指控篡改文件后，他被否决了提名书，因此没有资格参加选举。6月29日，他的上诉被一个由两名成员组成的法庭接受，该法庭暂停了对阿巴西的审判，并允许他参加选举。2018年9月14日，上诉法庭对禁止阿巴西参加2018年大选作出了详细裁决，并裁定阿巴西不诚实、不睿智，因此丧失终身资格。
在2018年的大选中，他作为选区NA-57（Rawalpindi-I）的PML-N候选人竞选国民议会席位，但没有成功。阿巴西指控有人在选区内操纵选举，并提出重新计票的申请，但被选举官驳回。
在2018年10月14日举行的补选中，他再次当选为NA-124选区（NA-124 Lahore II）的PML-N候选人。他于11月1日作为国民议会成员宣誓。

## 涉贪被捕
阿巴西涉嫌在担任石油和自然资源部长期间，违规将一份建设液化天然气接收站的合同，交给当地一家公司并从中获取非法佣金。2019年4月，巴基斯坦国家问责局因此贪腐案将阿巴西和其他相关人士列入限制出境名单。7月16日，国家问责局传唤阿巴西前往位于拉瓦尔品市的办公处助查，但阿巴西表示因相关通告仓促通知，故无法立刻接受讯问。7月18日，国家问责局正式逮捕阿巴西。